# Peter Lagerlöf
Peter Lagerlöf, född 11 mars 1691, död 24 mars 1778 i Karlstad, var en svensk borgmästare och politiker.

## Biografi
Peter Lagerlöf föddes 1691. Han var son till kyrkoherden Daniel Lagerlöf i Arvika församling och Magdalena Hofstenia. Lagerlöf blev 1715 student vid Uppsala universitet och var från 1744 till 1752 borgmästare i Karlstads stad. Han var riksdagsledamot för borgarståndet i Karlstad vid riksdagen 1746–1747. Lagerlöf avled 1778 i Karlstad.